# Esmie Lawrence
Esmie Lawrence, född 19 november 1961, är en friidrottare från Kanada. Hon deltog vid olympiska sommarspelen 1988.